# جولي هيفرنان
جولي هيفرنان (بالإنجليزية: Julie Heffernan)‏ هي رسامة أمريكية، ولدت في 1956 في بيوريا في الولايات المتحدة.